# Chezelle
Chezelle település Franciaországban, Allier megyében. Lakosainak száma 158 fő (2022. január 1.). Chezelle Bellenaves, Chantelle, Monestier és Taxat-Senat községekkel határos.

## Népesség
A település népességének változása:
| Lakosok száma | 163  | 109  | 122  | 158  | 194  | 193  | 175  | 168  | 164  | 158  |
|               | 1968 | 1982 | 1990 | 2006 | 2013 | 2015 | 2017 | 2019 | 2020 | 2022 |